# National Intelligence Service
Il National Intelligence Service (NIS; 국가정보원?, Gugakjeongbo-wonLR) è la principale agenzia di intelligence della Corea del Sud.

## Storia

### 1961-1978: Korean Central Intelligence Agency
Le origini del NIS possono essere fatte risalire al Corpo di controspionaggio coreano (KCIC), costituito durante la guerra di Corea. L'agenzia è stata ufficialmente istituita il 13 giugno 1961 come Korean Central Intelligence Agency (KCIA; 중앙정보부?, Jung-angjeongbobuLR), sotto il governo del Consiglio supremo militare per la ricostruzione nazionale del presidente Park Chung-hee, che ha sostituito la Seconda Repubblica di Corea. Kim Jong-pil trasse gran parte dei 3.000 membri iniziali dell'organizzazione dal KCIC. I compiti originari della KCIA erano quelli di supervisionare e coordinare le attività di intelligence internazionali e nazionali e le indagini penali di tutte le agenzie di intelligence governative, comprese quelle militari. Gli ampi poteri dell'agenzia le consentivano di intervenire attivamente in politica.
Il servizio di intelligence è stato ampiamente utilizzato dal governo del presidente Park per reprimere e distruggere i movimenti antigovernativi, filocoreani o filocomunisti, comprese le diffuse proteste studentesche nei campus universitari e le attività dei coreani d'oltremare. La KCIA controllava l'intero Paese, con più di quarantamila dipendenti regolari e un milione di corrispondenti. I lavoratori in sciopero, i manifestanti o i firmatari di semplici petizioni rischiavano lunghe pene detentive e la tortura, mentre la società era sottoposta a una sorveglianza costante.
Nel 1968, gli agenti della KCIA rapirono 17 coreani che vivevano nella Germania occidentale. Furono trasportati a Seul, dove vennero torturati e processati con l'accusa di aver violato la legge sulla sicurezza nazionale impegnandosi in attività a favore del Nord. Il rapimento creò una tempesta di critiche internazionali che quasi portò il governo della Germania occidentale a interrompere le relazioni diplomatiche con la Corea del Sud. Nel 1973 rapì un dissidente, Kim Dae-jung, al largo della costa di una località turistica giapponese.
Oltre al ruolo presuntivo di intelligence e polizia segreta, apparentemente autorizzato dal suo statuto originario, la KCIA divenne anche, per default, attraverso una rete di agenti in patria e all'estero, il procuratore generale e l'ispettore generale de facto del governo sudcoreano. A livello nazionale, la KCIA si trasformò nel braccio filantropico del governo, essendo un'accanita sostenitrice delle arti, promotrice del turismo e fornitrice della cultura nazionale. Raccolse fondi attraverso l'estorsione e la manipolazione del mercato azionario, utilizzati a loro volta per corrompere e convincere aziende, individui e governi stranieri, come accadde durante lo scandalo del Koreagate negli Stati Uniti nel 1976. Le indagini condotte dal membro del Congresso degli Stati Uniti Donald M. Fraser scoprirono che la KCIA aveva incanalato tangenti e favori attraverso l'uomo d'affari coreano Tongsun Park nel tentativo di ottenere favori e influenza a Washington, coinvolgendo circa 115 membri del Congresso.

### 1979-1993: Agency for National Security Planning
Nel 1979, il direttore dell'agenzia, Kim Jae-gyu, assassinò il Presidente Park Chung-hee durante una cena. In seguito a ciò, la KCIA fu epurata, con l'esecuzione di Kim e di altre cinque persone, e perse temporaneamente gran parte del suo potere. Il nuovo direttore, Chun Doo-hwan, utilizzò il suo mandato dall'aprile al luglio 1980 per espandere la sua base di potere al di là delle forze armate, e l'organizzazione fu rinominata Agency for National Security Planning (ANSP; 국가안전기획부?, Gukga-anjeon-gihoekbuLR) nel 1981, con i suoi poteri ridefiniti negli ordini presidenziali e nella legislazione.
L'ANSP, come il suo predecessore, era un'agenzia a livello di gabinetto che rispondeva direttamente al Presidente, e il suo direttore continuava ad avere accesso diretto al Presidente. Nel marzo 1981, l'ANSP venne ridisegnata come agenzia principale per la raccolta e l'elaborazione di tutta l'intelligence. La legislazione approvata alla fine del 1981 ridefinì ulteriormente le funzioni dell'ANSP, includendo la raccolta, la compilazione e la distribuzione di informazioni estere e nazionali riguardanti la sicurezza pubblica contro i comunisti e i complotti per rovesciare il governo.
Il mantenimento della sicurezza pubblica di documenti, materiali, strutture e distretti designati come segreti di Stato era di competenza dell'ANSP, così come le indagini sui crimini di insurrezione e aggressione straniera, i crimini di ribellione, il favoreggiamento del nemico, la divulgazione di segreti militari e i crimini previsti dalla Legge sulla protezione dei segreti militari e dalla Legge sulla sicurezza nazionale. L'ANSP si occupava anche delle indagini sui crimini legati ai compiti del personale dell'intelligence, della supervisione della raccolta di informazioni e della compilazione e distribuzione di informazioni sulle attività di altre agenzie volte a mantenere la sicurezza pubblica.
Nel 1983 l'ANSP era tornata ad essere l'organizzazione di intelligence interna ed estera più importante. Ciononostante, i suoi poteri interni furono ridotti sotto la Sesta Repubblica: nel maggio 1988, gli agenti dell'ANSP, insieme a quelli di altre agenzie di intelligence, vennero ritirati dall'edificio dell'Assemblea nazionale. Nel luglio 1989, sotto la pressione dei partiti di opposizione e dell'opinione pubblica, l'ANSP venne sottoposta a ispezioni e controlli da parte dell'Assemblea nazionale per la prima volta in diciotto anni, e ritirò i suoi agenti dalle camere del Tribunale penale di Seul e della Corte suprema.
Per limitare il potenziale dell'ANSP nelle "politiche di intelligence", il Comitato di coordinamento delle informazioni dell'ANSP venne sciolto a causa della sua storia di indebita influenza su altre autorità investigative, come l'Ufficio del Procuratore Generale. Inoltre, l'ANSP, in risposta alle diffuse critiche sulle sue presunte violazioni dei diritti umani, istituì un ufficio di "vigilanza" per supervisionare le sue indagini interne e per impedire agli agenti di abusare dei loro poteri durante gli interrogatori dei sospetti. Tuttavia rimase profondamente coinvolta nella politica interna.
Nonostante l'accordo raggiunto nel settembre 1989 dai principali responsabili politici dei partiti di governo e di opposizione per privare l'ANSP del potere di indagare sulle attività a favore della Corea del Nord (un reato previsto dalla legge sulla sicurezza nazionale), l'ANSP continuò a far rispettare questo aspetto della legge invece di limitarsi a contrastare i tentativi interni ed esterni di rovesciare il governo, seguitando a prelevare studenti radicali e leader dissidenti per interrogarli senza alcuna spiegazione.
Oltre che per la sua controversa missione di sicurezza interna, l'ANSP era nota anche per la raccolta e l'analisi di informazioni estere e per le indagini su reati di sovversione esterna e segreti militari. Il Consiglio nazionale per l'unificazione e l'ANSP (e prima di esso la KCIA) erano le fonti principali di analisi governativa e di direzione politica per la strategia di riunificazione della Corea del Sud e per i contatti con la Corea del Nord. Anche la ricerca dei casi di controspionaggio da parte dei servizi segreti era tenuta in grande considerazione.

### 1994-oggi: National Intelligence Service
Nel 1994, l'ANSP subì una significativa revisione del suo statuto che ne limitò le attività, a seguito di un accordo tra i partiti di governo e di opposizione della Corea. Di conseguenza venne istituito un "Comitato per l'informazione" all'interno dell'Assemblea nazionale per allontanare l'agenzia dalla scena politica e assumere una neutralità politica. L'ANSP iniziò anche a sviluppare procedure e meccanismi per contrastare la criminalità internazionale e il terrorismo. Nel 1995, l'ANSP trasferì in una nuova sede a Naegok-dong, nel sud di Seul, dalla precedente ubicazione sul monte Namsan, a Imun-dong, dove si trovava da 34 anni.
La maggior parte dei dettagli relativi alla composizione organizzativa dell'agenzia rimane riservata dal governo di Seul. Un'inchiesta del 1998 del Sisa Journal sulla struttura dell'agenzia stimò che essa impiegasse circa 60.000 dipendenti tra 39 sedi e dipartimenti regionali, con una spesa stimata di 700-800 miliardi di won sudcoreani all'anno. Nel 1999, l'agenzia assunse il nome di National Intelligence Service (NIS). 
L'elezione di Roh Moo-hyun alla presidenza sudcoreana nel 2003 portò a sforzi più concertati per riformare l'agenzia. Roh nominò Ko Young-koo, un ex avvocato per i diritti umani, alla carica di direttore. L'ufficio anticomunista dell'agenzia venne eliminato e molte attività di intelligence e sorveglianza interna furono abbandonate o trasferite alle forze di polizia nazionali.
Nel dicembre 2008, il braccio mediatico ufficiale della Corea del Nord, la Korean Central News Agency, ha affermato che un cittadino nordcoreano addestrato dal NIS era stato arrestato come parte di un complotto per assassinare Kim Jong-il. Sia il NIS che il governo sudcoreano negarono qualsiasi coinvolgimento.
In occasione delle elezioni presidenziali tenutesi nel dicembre 2012, il NIS aiutò segretamente la campagna elettorale di Park Geun-hye, crimine per cui venne indagato dalla procura sudcoreana.
Nel 2016, un'indagine della procura portò alla luce prove che il NIS avesse orchestrato le attività dei gruppi conservatori sin dall'amministrazione dell'ex presidente Lee Myung-bak (2008-2013), restando coinvolto nelle campagne politiche che i gruppi conservatori avevano pubblicato sui giornali, nell'organizzazione di proteste individuali e nella distribuzione di opuscoli.
Nel giugno 2018, tre ex direttori del NIS (Lee Byung-kee, Lee Byung-ho e Nam Jae-joon) che avevano prestato servizio nell'amministrazione Park vennero giudicati colpevoli di corruzione, in relazione agli scandali di Park Geun-hye del 2016. Avevano trasferito illegalmente denaro dal bilancio del NIS all'ufficio presidenziale di Park senza approvazione o supervisione da parte dell'Assemblea nazionale. Il denaro ottenuto illegalmente era stato stato utilizzato da Park e dai suoi collaboratori per uso privato e per pagare tangenti.
Il 14 dicembre 2020, l'Assemblea nazionale approvò una legge che trasferì l'autorità investigativa del NIS sulle attività nordcoreane in Corea del Sud all'Agenzia di polizia nazionale coreana.

## Centri
- Centro per la Cyber Security nazionale
- Centro per la Sicurezza Industriale nazionale
- Centro per l'Integrazione del Controspionaggio nazionale
- Centro per le informazioni sui Crimini Transnazionali
- Centro per l'integrazione delle informazioni sul terrorismo

## Operato

### Intelligence sulla Corea del Nord
Uno dei compiti principali del National Intelligence Service è quello di raccogliere informazioni sulla Corea del Nord per fornire al governo informazioni utili a formulare strategie intercoreane che proteggano la Corea del Sud e portino a una futura riunificazione. Il NIS monitora anche gli sviluppi politici, militari, diplomatici, economici e sociali della Corea del Nord per valutarne l'impatto sulle relazioni intercoreane.

### Sicurezza informatica
Il National Intelligence Service è responsabile della supervisione della politica nazionale di cybersecurity e della difesa dalle minacce informatiche, compresi gli attacchi DDoS (Distributed Denial of Service). Indaga anche su eventuali intrusioni informatiche e conduce analisi informative sulle minacce informatiche.
Il National Intelligence Service ha implementato il Security Verification Scheme, un sistema che verifica la sicurezza dei sistemi, dei dispositivi di rete e di altri prodotti informatici utilizzati nelle istituzioni governative e pubbliche, e ha istituito il Korea Cryptographic Module Validation Program nel 2005, che si concentra sulla convalida della sicurezza e sull'implementazione della"conformità di un CM per la protezione delle informazioni sensibili" nelle istituzioni governative e pubbliche.